# Daniel Tedesco
Daniel Ross „Dan“ Tedesco (* 10. Dezember 1993 in Maple, Ontario) ist ein italo–kanadischer Eishockeyspieler, der seit Juli 2024 erneut bei den  Guildford Flames aus der Elite Ice Hockey League (EIHL) unter Vertrag steht und dort auf der Position des Stürmers spielt.

## Karriere
Daniel Tedesco, der als Sohn italienischstämmiger Eltern im Golden Horseshoe zur Welt kam, begann seine Spielerlaufbahn bei Nachwuchsmannschaften aus Toronto. 2010 wechselte er in die Ontario Junior Hockey League, wo er ein Jahr für die Villanova Knights und zwei Jahre für die Toronto Lakeshore Patriots spielte. Während seines Studiums an der St. Cloud State University spielte er von 2013 bis 2017 für deren Mannschaft in der frisch gegründeten National Collegiate Hockey Conference der National Collegiate Athletic Association. Mit den St. Cloud State Huskies konnte er 2014 die Hauptrunde und 2016 die Playoffs der NCHC für sich entscheiden. Nachdem er zum Saisonende 2016/17 bereits zwei Spiele für Wichita Thunder in der ECHL absolviert hatte, spielte er in der Folgesaison für verschiedene Klubs der Southern Professional Hockey League und der ECHL.
Im Sommer 2018 wechselte er in die Heimat seiner Vorfahren und spielte zunächst für den SV Kaltern in der zweitklassigen Italian Hockey League, die 2019, auch dank Tedescos Leistungen als Topscorer, gewonnen wurde. Im selben Jahr gelang auch der Sieg bei der Coppa Italia. Daraufhin verpflichtete ihn Asiago Hockey aus der Alps Hockey League, aber bereits im November 2019 kehrte er in die IHL zurück, wo er nunmehr für den HC Varese die Stiefel schnürte. 2020 nahm er einen erneuten Anlauf in der Alps Hockey League und beim SHC Fassa lief es besser, denn 2022 wurde er Topscorer der Liga. Anschließend wechselte er zu den Guildford Flames in die Elite Ice Hockey League und wurde am Saisonende gleich in das First All-Star-Team der Liga gewählt. Danach verließ er den Klub und schloss sich im Juni 2024 für ein Jahr dem nordirischen Ligakonkurrenten Belfast Giants an. Im Sommer 2024 kehrte Tedesco zu den Guildford Flames zurück.

### International
In der italienischen Nationalmannschaft debütierte Tedesco bei der Weltmeisterschaft 2023 in der Division I. Bei der Weltmeisterschaft der Division IA 2025 gelang dem Stürmer mit dem Team der Aufstieg in die Top-Division. Dazu steuerte er in fünf Partien acht Scorerpunkte bei.

## Erfolge und Auszeichnungen
| - 2016 NCHC-Meisterschaft mit der St. Cloud State University - 2019 Coppa-Italia-Gewinn mit dem SV Kaltern - 2019 Meister der Italian Hockey League mit dem SV Kaltern | - 2019 Topscorer der Italian Hockey League - 2022 Topscorer der Alps Hockey League - 2023 First All-Star-Team der Elite Ice Hockey League |

### International
- 2025 Aufstieg in die Top-Division bei der Weltmeisterschaft der Division IA

## Karrierestatistik
Stand: Ende der Saison 2024/25

### International
Vertrat Italien bei:
- Weltmeisterschaft der Division IA 2023
- Weltmeisterschaft der Division IA 2025

(Legende zur Spielerstatistik: Sp oder GP = absolvierte Spiele; T oder G = erzielte Tore; V oder A = erzielte Assists; Pkt oder Pts = erzielte Scorerpunkte; SM oder PIM = erhaltene Strafminuten; +/− = Plus/Minus-Bilanz; PP = erzielte Überzahltore; SH = erzielte Unterzahltore; GW = erzielte Siegtore; 1 Play-downs/Relegation; Kursiv: Statistik nicht vollständig)